# Трежер (округ)
Округ Трежер (англ. Treasure County) располагается в штате Монтана, США. Официально образован в 1919 году. По состоянию на 2010 год, численность населения составляла 718 человек.

## География
По данным Бюро переписи США, общая площадь округа равняется 2 548,563 км2, из которых 2 530,433 км2 суша и 17,094 км2 или 0,700 % это водоемы.

### Соседние округа
- Розбад — северо-восток
- Биг-Хорн — юг
- Йеллоустон — запад

### Климат
Согласно системе классификации климатов Кёппена, в Хайшеме жаркий летний влажный континентальный климат, сокращённо обозначаемый на климатических картах аббревиатурой «Dfa».

## Население
По данным переписи населения 2000 года в округе проживает 861 жителей в составе 357 домашних хозяйств и 242 семей. Плотность населения составляет менее 1,00 человека на км2. На территории округа насчитывается 422 жилых строений, при плотности застройки около 1,00-го строения на км2. Расовый состав населения: белые — 96,40 %, афроамериканцы — 0,12 %, коренные американцы (индейцы) — 1,63 %, азиаты — 0,35 %, гавайцы — 0,00 %, представители других рас — 0,93 %, представители двух или более рас — 0,58 %. Испаноязычные составляли 1,51 % населения независимо от расы.
В составе 30,80 % из общего числа домашних хозяйств проживают дети в возрасте до 18 лет, 59,10 % домашних хозяйств представляют собой супружеские пары проживающие вместе, 4,20 % домашних хозяйств представляют собой одиноких женщин без супруга, 32,20 % домашних хозяйств не имеют отношения к семьям, 30,00 % домашних хозяйств состоят из одного человека, 15,10 % домашних хозяйств состоят из престарелых (65 лет и старше), проживающих в одиночестве. Средний размер домашнего хозяйства составляет 2,41 человека, и средний размер семьи 2,98 человека.
Возрастной состав округа: 27,80 % моложе 18 лет, 5,00 % от 18 до 24, 23,20 % от 25 до 44, 27,30 % от 45 до 64 и 27,30 % от 65 и старше. Средний возраст жителя округа 42 лет. На каждые 100 женщин приходится 104,00 мужчин. На каждые 100 женщин старше 18 лет приходится 101,90 мужчин.
Средний доход на домохозяйство в округе составлял 29 830 USD, на семью — 34 219 USD. Среднестатистический заработок мужчины был 22 750 USD против 17 188 USD для женщины. Доход на душу населения составлял 14 392 USD. Около 8,50 % семей и 14,70 % общего населения находились ниже черты бедности, в том числе — 22,80 % молодежи (тех, кому ещё не исполнилось 18 лет) и 11,10 % тех, кому было уже больше 65 лет.